# 6581 Sobers
6581 Sobers (1981 SO) là một tiểu hành tinh vành đai chính được phát hiện ngày 22 tháng 9 năm 1981 bởi A. Mrkos ở Klet.